# Apeira latimarginaria
Apeira latimarginaria là một loài bướm đêm trong họ Geometridae.